# Cyptonychia
Cyptonychia is een geslacht van vlinders van de familie Uilen (Noctuidae), uit de onderfamilie Hadeninae.

## Soorten
- C. dulcita Schaus, 1898
- C. flaviceps Druce, 1899
- C. muricolor Dyar, 1927
- C. pseudovarra Dyar, 1925
- C. salacon Druce, 1895
- C. simplicia Dyar, 1927
- C. spreta Draudt, 1927
- C. subfumosa Dyar, 1909
- C. thoracica H. Edwards, 1884
- C. varrara Dyar, 1918